# Evenes
Evenes (em lapônica: Evenášši) é uma comuna da Noruega, com 252 km² de área e 1 444 habitantes (censo de 2004).         